# 1986年世界女子ハンドボール選手権
1986年世界女子ハンドボール選手権はオランダで1986年に開催された第9回世界女子ハンドボール選手権である。

## 最終順位
|   | ソビエト連邦     |
|   | チェコスロバキア |
|   | ノルウェー       |
| 4 | 東ドイツ         |
| 5 | ルーマニア       |
| 6 | ユーゴスラビア   |
| 7 | 西ドイツ         |
| 8 | ハンガリー       |

| 9  | 中国           |
| 10 | オランダ       |
| 11 | 韓国           |
| 12 | オーストリア   |
| 13 | ポーランド     |
| 14 | 日本           |
| 15 | フランス       |
| 16 | アメリカ合衆国 |